# 硬叶野古草
硬叶野古草（学名：Arundinella flavida）为禾本科野古草属的植物。分布于越南以及中国大陆的贵州、广西等地，多生长在干燥山坡，目前尚未由人工引种栽培。